# بريندا وونغ أوكي
بريندا وونغ أوكي (بالإنجليزية: Brenda Wong Aoki)‏ هي كاتِبة وكاتبة مسرحية أمريكية، ولدت في 29 يوليو 1953 في سولت ليك في الولايات المتحدة.